# Susan Sutherland Isaacs
Susan Sutherland Fairhurst Isaacs, née le 24 mai 1885 à Bromley Cross, près de Bolton (Lancashire) et morte à Londres le 12 octobre 1948 , est une pédagogue, psychologue et psychanalyste britannique. 

## Parcours de formation et biographie
Son père est un prédicateur laïc méthodiste et rédacteur en chef du Bolton Journal and Guardian.
Sa mère meurt alors que Susan est jeune. À 15 ans, elle adopte à l'école des idées socialistes et athées, s'éloignant ainsi des idées de son père, ce qui occasionne une longue rupture avec celui-ci. Elle a d'abord envisagé de suivre une formation de photographe, puis a été gouvernante dans une famille anglaise. Elle obtient une bourse pour une formation de formatrice d'infirmières à Manchester, puis obtient une licence de philosophie à l'université de cette même ville (1912). Elle poursuit ses études en psychologie au Newnham College (Cambridge), où elle obtient un master (1913). En 1931, elle soutient une thèse de doctorat de sciences. En 1913-1914, elle est chargée de cours d'éducation à l'institut de formation de Darlington, puis de logique à l'université de Manchester. 

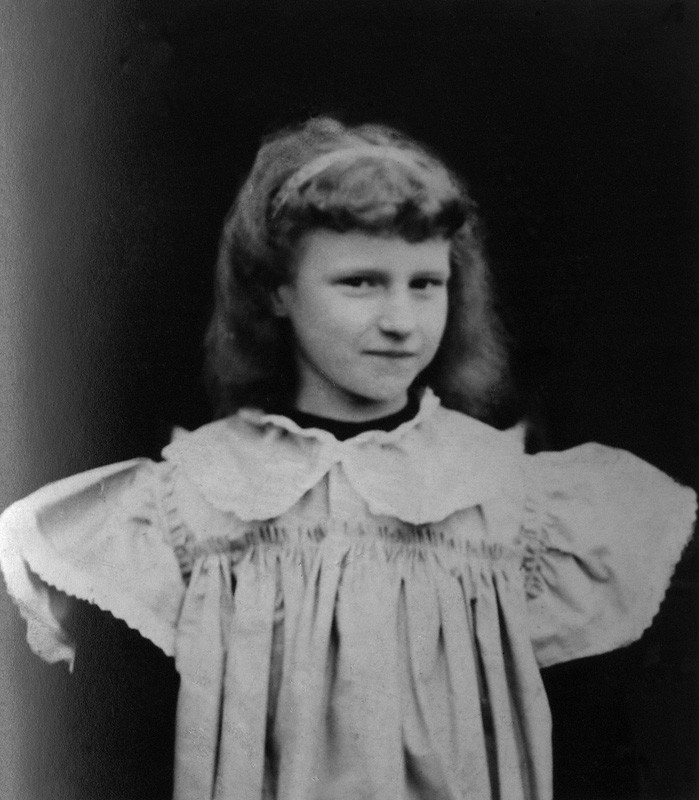
Susan Isaacs dans les années 1890.

Elle épouse en 1914 le botaniste Willam Broadhurst Brierley et s'installe à Londres avec lui. Elle enseigne alors la pédagogie  au Child Development Department de l'Institute of Education à l'Université de Londres (1916-1943). 
Elle se rend à Berlin où elle fait une analyse avec Otto Rank et par John Carl Flügel, puis, à son retour à Londres, en 1922, avec Joan Riviere. Elle devient membre de la Société britannique de psychanalyse. Sa rencontre avec les idées de Melanie Klein est décisive dans son parcours et elle collabore étroitement avec celle-ci. Elle s'est remariée en 1922 avec Nathan Isaacs, qui a souvent été associé à ses recherches en pédagogie. 
Susan Sutherland Isaacs a été marquée par les idées de Jean Piaget avant de les critiquer. Elle a dirigé une école, la Malting House School à Cambridge (1924-1927), où étaient effectués des recherches sur le développement des enfants. Lorsque l'école ferme, elle enseigne à l'université de Londres, où elle contribue à la création du département de psychologie développementale. Ses écrits pédagogiques ont eu beaucoup d'influence en Angleterre ainsi que le texte sur le fantasme (phantasme) et l'application de ses idées psychanalytiques dans l'éducation. Elle a notamment œuvré pour la reconnaissance des idées psychanalytiques et celle de la psychologie du développement.
Sous le pseudonyme d'Ursula Wise, elle a rédigé des articles sur l'éducation des enfants dans le journal Nursery world et le Home and School. 
Depuis 1935, Susan Isaacs souffre d'un cancer, dont elle décède à 63 ans.
Peu avant sa mort, elle devient commandeur de l'ordre de l'Empire britannique. Elle reçoit également un titre de docteur honoris causa de l'université d'Adélaïde (Australie).
Sa contribution la plus connue est l'allocution qu'elle fit lors des controverses scientifiques de 1941-1945, au sein de la Société britannique de psychanalyse, où s'opposèrent tenants d'Anna Freud et partisans de Melanie Klein : cette contribution est publiée en 1948 sous le titre Nature et fonction du fantasme. Elle y développe notamment l'idée d'une distinction entre les fantasmes (conscients) et les phantasmes (inconscients). Cet article donne des éclaircissements sur les idées de Melanie Klein.

### Publications
- Avec Melanie Klein, Joan Riviere et Paula Heimann, Développements de la psychanalyse, Paris, PUF, 1966,  (ISBN 2130549608).
  - « Nature et fonction du fantasme », p. 64-114
  - « La Régression », p. 159-186.
- Parents et enfants : Leurs difficultés quotidiennes, Paris, PUF, 1952, 195 p..